# Luka Tunjić
Luka Tunjić (Amburgo, 19 novembre 2005) è un calciatore bosniaco, centrocampista del Fortuna Sittard.

## Carriera

### Club
È cresciuto nel settore giovanile dell'Holstein Kiel, che ha lasciato il 24 luglio 2024 per firmare con il Fortuna Sittard. Ha debuttato nel calcio professionistico il 14 settembre nell'incontro di Eredivisie perso 1-0 contro il NAC Breda ed il 22 dicembre seguente ha segnato il suo primo gol nella trasferta vinta 5-2 contro l'Utrecht.

### Nazionale
Ha giocato nelle nazionali giovanili bosniache Under-17 ed Under-19.

## Statistiche

### Presenze e reti nei club
Statistiche aggiornate al 13 gennaio 2025.
| Stagione        | Squadra         | Campionato      | Campionato | Campionato | Coppe nazionali | Coppe nazionali | Coppe nazionali | Coppe continentali | Coppe continentali | Coppe continentali | Altre coppe | Altre coppe | Altre coppe | Totale | Totale | Totale |
| Stagione        | Squadra         | Comp            | Pres       | Reti       | Comp            | Pres            | Reti            | Comp               | Pres               | Reti               | Comp        | Pres        | Reti        | Pres   | Reti   |        |
| --------------- | --------------- | --------------- | ---------- | ---------- | --------------- | --------------- | --------------- | ------------------ | ------------------ | ------------------ | ----------- | ----------- | ----------- | ------ | ------ | ------ |
| 2024-2025       | Fortuna Sittard | ED              | 4          | 1          | CO              | 0               | 0               | -                  | -                  | -                  | -           | -           | -           | 4      | 1      |        |
| Totale carriera | Totale carriera | Totale carriera | 4          | 1          |                 | 0               | 0               |                    | -                  | -                  |             | -           | -           | 4      | 1      |        |